# Чуркин, Николай Николаевич
Николай Николаевич Чуркин (21 (22) мая 1869, Джалалоглы, Тифлисская губерния, Российская империя — 27 декабря 1964, Минск) — советский композитор и фольклорист, один из основателей белорусской профессиональной музыки. Народный артист Белорусской ССР (1949).

## Биография
Окончил музыкальное училище Русского музыкального общества в Тифлисе (1892, класс Н. Ипполитова-Иванова), Петербургскую АМ (1899). Учительствовал, преподавал музыку и рисование, руководил любительскими хоровыми коллективами в Баку, Каунасе (с 1903), Вильнюсе (с 1905). В Белоруссии с 1914, педагог учительской семинарии и общеобразовательных школ, заведующий музыкальной подсекции уездного исполкома, организатор художественной самодеятельности в г. Мстислав, с 1924 года преподаватель педагогического техникума в Могилёве, с 1935 года в Минске.
Собрал более 3 тыс. мелодий песен и танцев разных народов (белорусских, грузинских, армянских, азербайджанских, польских, литовских, таджикских). 53 белорусские мелодии в его записи и обработке помещен в «Белорусском сборнике» Е. Романова (вып. 7, 1910); составил сборники «Белорусские народные песни и танцы» (1949) и «Белорусские народные песни» (1959).
Один из основателей белорусской профессиональной музыки, зачинатель национального жанрового симфонизма, музыки для детей. Его музыка отличается оптимизмом, строгой классической формой, мелодичностью, опорой на белорусский музыкальный фольклор. Среди произведений: оперы «Освобождение труда» (паст. 1922), «Разоренное гнездо» по Я. Купала (клавир, 1959-64), радиоопера для детей «Рукавичка» (паст. 1948); музыкальные комедии «Кок-сагыз» (паст. 1939), «Песня Березины» (паст. 1947); 3 симфоньетты (1925, «Белорусские картинки»; 1949, 1955), 4 симфонические сюиты; 4 сюиты и увертюра «Памяти Янки Купалы» (1952) для оркестра белорусских народных инструментов; 11 струнных квартетов, хоры, романсы; музыка для драматических спектаклей; обработки народных песен и танцев, песни для детей на слова белорусских поэтов.

## Произведения

### Оперы
- Освобождение труда (паст.1922)
- Разоренное гнездо (клавир, 1959-64)
- Радиоопера для детей «Рукавичка» (паст.1948)

### Увертюры
- Памяти Янки Купалы (1952)

## Награды
- Орден Трудового Красного Знамени (25.02.1955, 15.06.1959)
- Орден «Знак Почёта» (20.06.1940) — за выдающиеся заслуги в деле развития белорусского театрального и музыкального искусства[2]

## Память
- Ежегодный Фестиваль искусств имени Народного артиста Белорусской ССР Н. Н. Чуркина[3] в Мстиславль Могилёвской области Беларуси.
- На доме по улице Киселева в Минске, где Н. Н. Чуркин проживал в 1957—1964 гг., установлена мемориальная доска.